# أولاد سحنون (مطرناغة)
أولاد سحنون هو دُوَّار يقع بجماعة امطرناغة، إقليم صفرو، جهة فاس مكناس في المملكة المغربية. ينتمي الدوّار لمشيخة مطرناغة التي تضم 4 دواوير. يقدر عدد سكانه بـ 373 نسمة حسب الإحصاء الرسمي للسكان والسكنى لسنة 2004.

## روابط خارجية
- البوابة الوطنية للجماعات الترابية
- المندوبية السامية للتخطيط